# Mute Magazine
Mute Magazine es una revista británica especializada en "New Media" y activismo. Fue creada en 1984 por Simon Worthington y Pauline van Mourik Broekman, que siguen dirigiendo la revista junto a una mesa editorial compuesta por Anthony Iles, Ben Seymour y Jamie King. 
Desde ésta revista se ha generado un frente crítico que ha analizado las evoluciones de las nuevas tecnologías en relación con el arte, la cultura, los regímenes de poder y las formas de control bio-políticas. 
En sus páginas han colaborado numerosos analistas sociales, académicos o activistas como Marina Vishmidt, Anthony Davies, Tiziana Terranova, John Hutnyk, Stewart Home, YProductions, etc.
Actualmente han empezado una nueva fase denominada MuteII, en la que se realizan ediciones compilatorias de material sobre un mismo tema, xomo por ejemplo una edición sobre la noción de flexibilidad laboral y otra sobre propiedad intelectual. A su vez, se mantienen proyectos paralelos como Open Mute, POD o Mutella. 